# فرودگاه کمپوو داس آمارایس

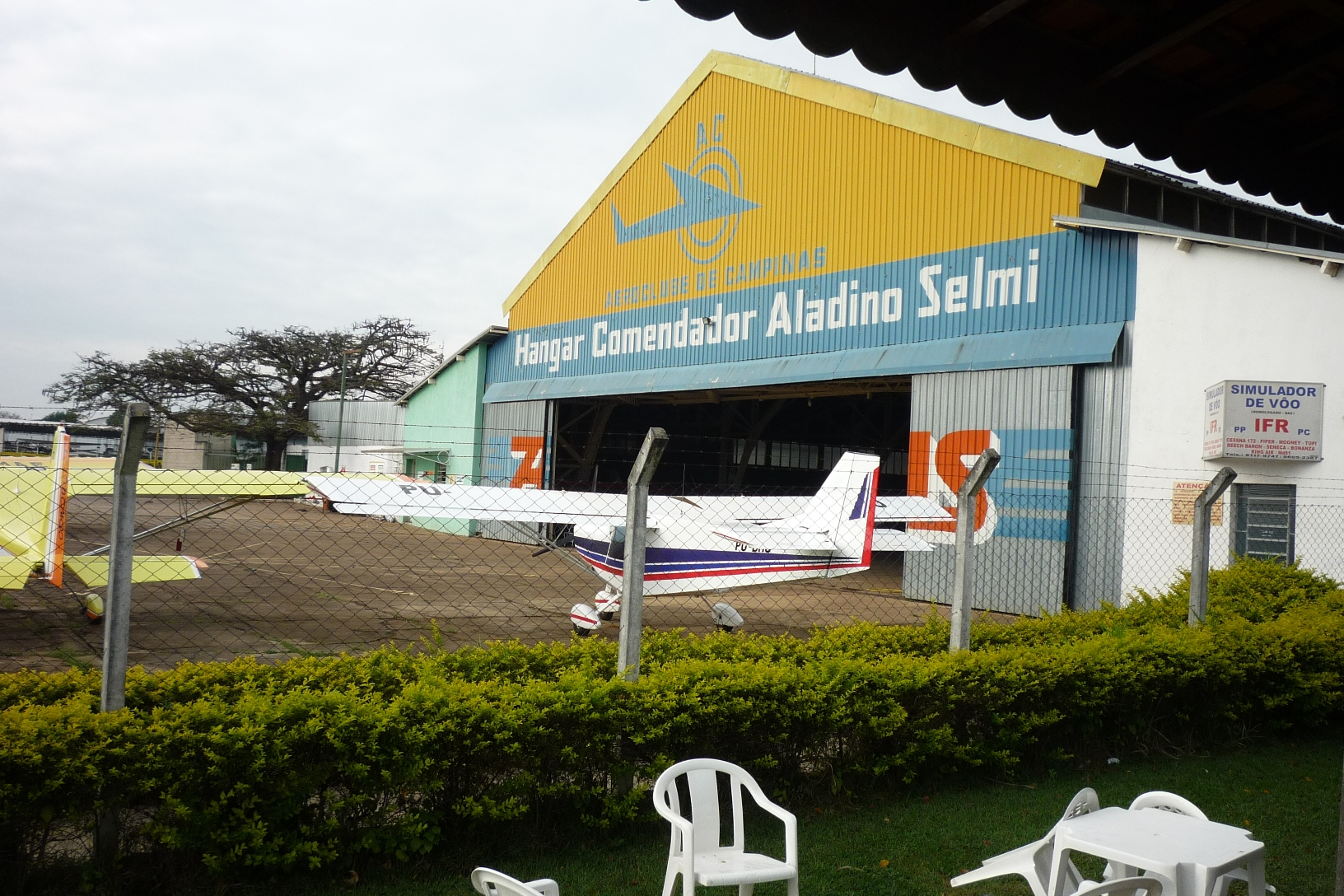
فرودگاه کمپوو داس آمارایس

فرودگاه کمپوو داس آمارایس (به انگلیسی: Campo dos Amarais Airport) (به زبان بومی: Aeroporto Estadual Campo dos Amarais) یک فرودگاه همگانی مسافربری است که یک باند فرود آسفالت دارد و طول باند آن ۱۲۰۳ متر است. این فرودگاه در کشور برزیل قرار دارد و در ارتفاع ۶۱۲ متری از سطح دریا واقع شده‌است.